# Isotonitazen
Isotonitazen ist ein hochpotentes synthetisches Opioid aus der Gruppe der Nitazene innerhalb der 2-Benzylbenzimidazole, dessen schmerzlindernde Wirkung durch selektiven Agonismus am μ-Opioidrezeptor vermittelt wird. Es ist gemeinsam mit anderen Strukturanloga in der zweiten Hälfte der 1950er Jahre von der pharmazeutischen Forschungsabteilung des Schweizer Chemieunternehmens Ciba AG entwickelt worden. Zeitig wurde erkannt, dass die geringe therapeutischen Breite der Nitazene, insbesondere aufgrund der ausgeprägten Atemlähmung, einer etwaigen Vermarktbarkeit als Arzneistoff entgegensteht. Es war das erste Nitazen, welches als Legal-High-Opioid im Darknet zum Kauf angeboten wurde. Eine Verbreitungswelle auf dem europäischen und nordamerikanischen Rauschmittelmarkt begann im Frühjahr 2019.

## Chemie

### Eigenschaften und Darstellung
Das O-Isopropyl-Analogon des ebenfalls hochpotenten Etonitazens ist hoch lipophil (clogP = 4,85), seine polare Oberfläche beträgt 76,11 Å2 und es ist als Base und als Hydrochlorid-Salz löslich in Methanol. Die Herstellung ist leicht möglich und folgt Syntheseschemata, die für Nitazene übergreifend gültig sind.

### Analytik
Die üblicherweise geringe Konzentration zum Rauschzweck verwendeten Isotonitazens erfordert ein empfindliches Instrumentarium für den Nachweis des Wirkstoffs bzw. seiner Metaboliten im Blut, Urin und Körpergewebe. Die Flüssigchromatographie mit Massenspektrometrie-Kopplung erreicht für dieses Nitazen eine Nachweisgrenze von 0,1 ng/ml und Quantifizierungsgrenze von 0,5 ng/ml. Eine Untersuchung von 18 Positivproben nach Isotonitazen-Konsum fand eine durchschnittliche Konzentration von 2,2 ng/ml im Blut und von 2,4 ng/ml im Urin. Vier Metaboliten von Isotonitazen wurden in vivo nachgewiesen. N- und O-Dealkylierungsprodukte wurden als die wichtigsten Biomarker im Urin ermittelt, während das durch Reduktion der Nitrogruppe entstehende 5-Aminoisotonitazen in den meisten Blutproben nachgewiesen wurde. Seit 2024 steht ein Schnelltest in Form von Teststreifen zur Detektion von Nitazenen Verfügung.

## Pharmakologie
Im Jahre 1956 wurde über die systematische Derivatisierung von 2-Benzylbenzimidazolen im Rahmen der Untersuchung von Struktur-Wirkungsbeziehungen und über die Entdeckung der morphinähnlich analgetischen Wirkung dieser Verbindungsklasse berichtet. Isotonitazen selbst wurde im Gegensatz zu zwei anderen Vertretern der Stoffklasse nicht humanklinisch untersucht. In Mäusen zeigte Isotonitazen eine vierfach höhere analgetische Potenz als Fentanyl. Es ist ein hoch affiner Superagonist am μ-Opioidrezeptor (MOR), wobei die Affinität an diesem Rezeptortyp, verglichen mit Fentanyl, um den Faktor 10 höher ist. In BRET-Assays ergaben sich, in Bezug auf Hydromorphon als Referenz, maximale Efficacies (Emax) von 180 % für die b-Arr2- und 380 % für die mini-Gi-Protein-Rekrutierung. Die GoA-Protein-Dissoziation per BRET ergab einen Emax-Wert von 119 % bezogen auf DAMGO. Im Gegensatz zu anderen Opioiden haben Isotonitazen und der aktive Metabolit N-Desethylisotonitazen eine superagonistische Aktivität über das gesamte Spektrum der Suptypen GoA, GoB, Gz, Gi1, Gi2, Gi3 der G-Proteinfamilie sowie über b-Arr2. Dem Typ Go wird eine Rolle bei der Analgesievermittlung zugeschrieben. Isotonitazen bevorzugt den G-Protein- gegenüber dem b-Arr2-Signalweg geringfügig. Bemerkenswert ist die Fähigkeit des Isotonitazens eine GPCR-Kinase-unabhängige β-Arrestin-Rekrutierung zu bewirken. Die verursachte Atemdepression ist in Mensch und Tier stark ausgeprägt, schnell einsetzend, lang anhaltend und damit ein erhebliches Risiko zum Erleiden hypoxischer Schäden. Bereits Dosen unterhalb eines Milligrams können im Menschen zur lebensbedrohlichen Atemdepression führen. Isotonitazen bewirkt eine dosisabhängige opioidtypische Katalepsie. Untersuchungen in Ratten lassen keine wesentliche Beteiligung der Metaboliten an der Wirkung erkennen. Im Gegensatz zu vielen anderen herkömmlichen Opioiden hat Isotonitazen keinen bitteren Geschmack. Es ist sublingual, geschnupft, durch Inhalation der Base und injiziert bioverfügbar. Die perorale Wirkung ist uneinheitlich. Es ist molekularstrukturell unverwandt zu anderen Opioiden.

## Prävalenz
Isotonitazen wurde im Jahr 2019 als erster Vertreter der Nitazene unter der Fehlbezeichnung „Etonitazen“ als „neue psychoaktive Substanz“ im Darknet zum Kauf angeboten und wies einen hohen Reinheitsgrad auf. Die ersten Todesfälle, in denen Isotonitazen forensisch nachgewiesen wurde, datieren vom März 2019 in der Schweiz und in Kanada und vom April 2019 in den Vereinigten Staaten und markieren den Zeitpunkt, zu dem sich das Erscheinen des Stoffs am Rauschmittelmarkt zweifelsfrei zurückverfolgen lässt. Im November 2019 machte das Center for Forensic Science Research and Education in einer öffentlichen Warnung auf das vermehrte Vorkommen des Stoffs in toxikologischen Proben aufmerksam. Die Prävalenz und Popularität von Isotonitazen nahm Anfang 2020 in den Vereinigten Staaten weiter zu, um dann nach insgesamt 12 bis 16 Monaten wieder drastisch zu sinken.
Verbreitung fand es in unterschiedlichen Erscheinungsformen: als Pulver, als Lösung und als gefälschte Arzneitabletten wie etwa als „Dilaudid M8“- und „Oxycodon M30“-Imitate. In beschlagnahmten Proben wurde es gelegentlich, vermischt mit anderen Opioiden wie etwa Fentanylen oder auch mit nicht-opioidergen Wirkstoffen wie Benzodiazepinen oder Stimulantien, gefunden. Bis zum Juni 2021 wurden mehr als 250 Todesfälle gemeldet, in denen Isotonitazen in biologischen Proben identifiziert worden war. Da die Nitazene in den meisten Drogenüberwachungsprogrammen nicht routinemäßig überprüft wurden bzw. werden und oft nur in sehr geringen Konzentrationen vorhanden sind, kann ihr Vorhandensein in Vergiftungsfällen leicht übersehen werden. Ein Bewusstsein über die eventuelle Anwesenheit als Verpanschungsbestandteil in Drogen am hinteren Ende der Angebotskette mag bei Konsumenten und Kleindealern oft fehlen, was das Risiko fataler Überdosierung birgt.
Zumindest eine der Isotonitazen-Lieferquellen für den Rauschmittelmarkt ließ sich nach China zurückverfolgen.

## Rechtslage
Isotonitazen ist in der Bundesrepublik Deutschland seit dem 22. Mai 2021 gelistet in Anlage II des BtMG und damit klassifiziert als verkehrsfähiges, aber nicht verschreibungsfähiges Betäubungsmittel. In den Vereinigten Staaten verhängte die Drug Enforcement Administration im August 2020 ein einstweiliges Verbot (Schedule I), welches später mit Wirkung zum 6. Dezember 2021 in ein dauerhaftes Verbot umgewandelt wurde. Auf Empfehlung der WHO nahm die Suchtstoffkommission der UNO im April 2021 Isotonitazen in die Liste I (strengste Regulierungskategorie) des Einheitsabkommens über die Betäubungsmittel auf.